# Sint-Remigiuskerk (Leuth)
De Sint-Remigiuskerk was een parochiekerk in het Nederlandse Leuth in de gemeente Berg en Dal.
De kerk werd tussen 1934 en 1935 gebouwd als opvolger van de oorspronkelijke kerk in Leuth uit 1869. De kerk werd in 2017 aan de eredienst onttrokken en zou op 18 april 2020 ontwijd worden met het oog op verkoop. Vanwege de coronacrisis in Nederland vond dit op 11 juli 2020 plaats. De kerk wordt verbouwd tot appartementen. In het achterste gedeelte is een Mariakapel ingericht. Het beeld van patroonheilige Remigius is verhuisd naar de Sint-Antonius van Paduakerk in Millingen aan de Rijn.